# Cataglyphis indicus
Cataglyphis indicus é uma espécie de inseto do gênero Cataglyphis, pertencente à família Formicidae.